# Grindlay-Peerless

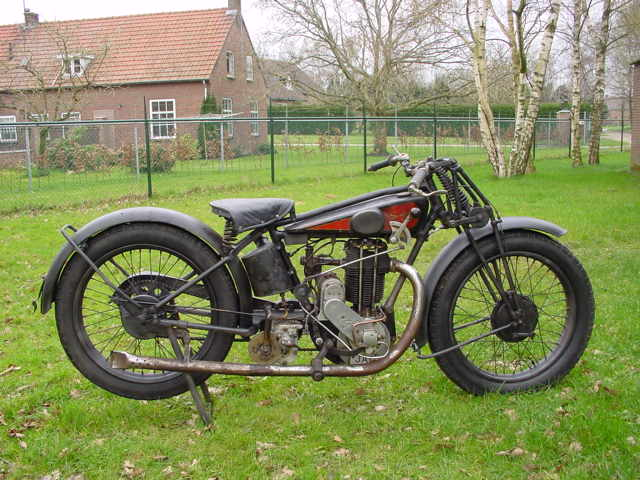
Grindlay-Peerless Model 02 Sports 350 cc 1926 met JAP-motor

Grindlay-Peerless is een Brits historisch merk van motorfietsen.
De bedrijfsnaam was: Grindlay Ltd., Melbourne Works, Coventry.
De Grindley-zijspanfabriek in Coventry begon in 1923 zelf ook motorfietsen te produceren. De eerste modellen hadden 500cc-JAP-eencilindermotoren en 996cc-Barr & Stroud-V-twins. De tank leek op de “Bulbous nose” van Brough Superior. Later konden klanten ook kiezen voor 123- tot 246cc-inbouwmotoren van Villiers, 246- tot 990cc-motoren van JAP, 248- tot 498cc-vierklepsmotoren van Python en zelfs de zeldzame B&H. In 1934 werd de productie beëindigd.